# Каотунський нічний ринок
23°59′19″ пн. ш. 120°41′11″ сх. д. / 23.98872222° пн. ш. 120.68636111° сх. д.
Каотунський нічний ринок або Туристичний нічний ринок Каошідунь (традиційна китайська: 草鞋墩人文觀光夜市; спрощена китайська: 草鞋墩人文观光夜市; піньїнь: Cǎoxié Dūn Rénwén Guānguāng Yèshì) — це нічний ринок у містечку Каотун, повіт Наньтоу, Тайвань.

## Особливості
Нічний ринок продає різноманітні делікатеси у своїх продуктових кіосках. Також на ринку є ігрові кіоски.